# Roman Reigns
Leati Joseph "Joe" Anoa'i (Pensacola (Florida), 25 mei 1985), beter bekend als Roman Reigns, is een Amerikaans professioneel worstelaar en voormalig American- en Canadian footballspeler, die als worstelaar sinds 2010 actief is in de World Wrestling Entertainment. Reigns was met Seth Rollins en Dean Ambrose lid van de worstelgroep The Shield.
Reigns is een 3-voudig WWE World Heavyweight Champion en won twee keer de WWE Universal Championship, en één keer de WWE Intercontinental Championship en de WWE United States Championship. Reigns was tevens de 17e Grand Slam Champion in de geschiedenis.
Reigns is sinds 2014 een van de meest polariserende worstelaars ter wereld, maar kreeg zware kritiek van fans en insiders. Reigns werd ooit controversieel bestempeld als de technisch meest overschatte professioneel worstelaar door het magazine Wrestling Observer Newsletter. Reigns won de Royal Rumble in 2015 en veroverde één keer het WWE Tag Team Championship als partner van Rollins.

## American- en Canadian footballcarrière
Anoa'i is de zoon van Amerikaans-Samoaans professioneel worstelaar Sika Anoa'i en Lisa Anoa'i. Anoa'i groeide op in Pensacola, Florida en is de jongere broer van Matt Anoa'i, die later bekend werd onder zijn ringnaam "Rosey". Anoa'i groeide dus op in een familie van professioneel worstelaars, maar in tegenstelling tot de rest van zijn familie was hij geïnteresseerd in American football. Anoa'i bezocht 'Pensacola Catholic High School' en ging later naar 'Escambia High School'. In beide scholen maakte hij deel uit van het football-team.
Anoa'i werd verkozen tot 'Defensive Player of the Year' door Pensacola News Journal. Hij studeerde af en kreeg toelating tot 'Georgia Institute of Technology'.
Op de universiteit was Anoa'i lid van het 'Georgia Tech Yellow Jackets Football Team' en was teamkapitein in het laatste jaar. In 2007 tekende hij een profcontract bij de Minnesota Vikings, maar hij transfereerde in 2008 naar de Edmonton Eskimos in de Canadian Football League. In hetzelfde jaar ging hij echter met pensioen en ging in de richting van zijn familieberoep, met name professioneel worstelen. Zijn broer Matt, die toen al een gevestigde worstelaar was, werd zijn mentor.

## Professioneel worstelcarrière

### World Wrestling Entertainment/WWE (2010-heden)

#### Opleiding (2010-2012)
In juli 2010 ondertekende Anoa'i een opleidingscontract met World Wrestling Entertainment en werd naar hun opleidingscentrum, Florida Championship Wrestling (FCW), verwezen. Hij debuteerde onder de ringnaam "Roman Leakee", op 9 september 2010 en verloor zijn eerste wedstrijd van Richie Steamboat. In het najaar van 2011 worstelde hij meermaals in tag teamwedstrijden . In 2011 vormde hij een alliantie met Donny Marlow en daagden op 8 juli 2011 het duo Calvin Raines en Big E Langston uit voor het FCW Florida Tag Team Championship maar slaagden niet in hun opzet.
In 2012 bereikte Anoa'i de top in de FCW. Op 5 februari 2012 versloeg hij Dean Ambrose en Seth Rollins, waardoor hij een kans verwierf op  het FCW Florida Heavyweight Championship. Een week later faalde hij om kampioen Leo Kruger te verslaan voor de titel. Later veranderde Anoa'i zijn ringnaam in "Leakee". Op 15 juni 2012 won hij zijn eerste worsteltitel, nadat hij samen met Mike Dalton het FCW Florida Tag Team Championship won van Corey Graves en Jake Carter. Op 13 juli 2012 moesten Leakee en Dalton hun titels afstaan aan CJ Parker en Jason Jordan.
In augustus 2012 maakte WWE bekend dat de naam "Florida Championship Wrestling" omgedoopt zal worden in NXT Wrestling. In oktober 2012 maakte Anoa'i zijn NXT-debuut en worstelde onder de ringnaam "Roman Reigns", maar hij verloor van CJ Parker.

#### The Shield & Royal Rumble-winnaar (2012-2015)
Bij het evenement Survivor Series, op 18 november 2012, maakte Reigns net als Dean Ambrose en Seth Rollins zijn grote televisiedebuut op pay-per-view. Ambrose, Rollins en Reigns vielen Ryback aan en gooiden hem door de commentatorentafel heen. Een dag later, tijdens een aflevering van Monday Night Raw, verscheen het trio opnieuw en viel Ryback aan en gooiden hem voor de tweede keer door de commentatorentafel heen. Het trio stelde zich voor als "The Shield".
Op 19 mei 2013, bij het evenement Extreme Rules, veroverde hij samen met Rollins het WWE Tag Team Championship door te winnen van Team Hell No (Kane & Daniel Bryan). Op 14 oktober 2013 verloren hij en Seth Rollins de titelriemen aan Cody Rhodes en Goldust. Reigns verbrak in januari 2014 het record van meeste eliminaties in een Royal Rumble, met name 12, een record van Kane uit 2001. Kane liet 11 eliminaties optekenen in een editie die werd gewonnen door Stone Cold Steve Austin. Het record van Reigns werd in 2018 met één eliminatie verbroken door Braun Strowman. Seth Rollins liet de groep in de steek op 2 juni 2014, waarna Reigns en Ambrose solo verdergingen. 
Reigns won in 2015 de Royal Rumble, door als laatste Rusev te elimineren. Reigns - en Dean Ambrose - werd(en) in februari 2015 verslagen door Brock Lesnar voor het WWE World Heavyweight Championship bij het evenement Fastlane. In november 2015 versloeg hij Dean Ambrose voor het WWE World Heavyweight Championship via toernooiwinst bij het evenement Survivor Series, waarna Sheamus zijn Money in the Bank-koffer met kans op het kampioenschap succesvol tegen hem gebruikte. Eerder overkwam Reigns hetzelfde toen Seth Rollins de gouden koffer gebruikte bij het evenement WrestleMania 31 en huiswaarts keerde als WWE World Heavyweight Champion. Brock Lesnar verloor toen de titel en Reigns was zijn oorspronkelijke uitdager. 
Reigns heroverde het kampioenschap van Sheamus in een aflevering van Monday Night Raw op 14 december 2015, maar verloor toen bij het evenement Royal Rumble in januari 2016. Reigns verloor in de traditionele Royal Rumble, waarbij het kampioenschap op het spel stond. Triple H was de nieuwe WWE World Heavyweight Champion. Reigns werd als voorlaatste door Triple H geëlimineerd. 

#### WWE World Heavyweight Championship (2016)

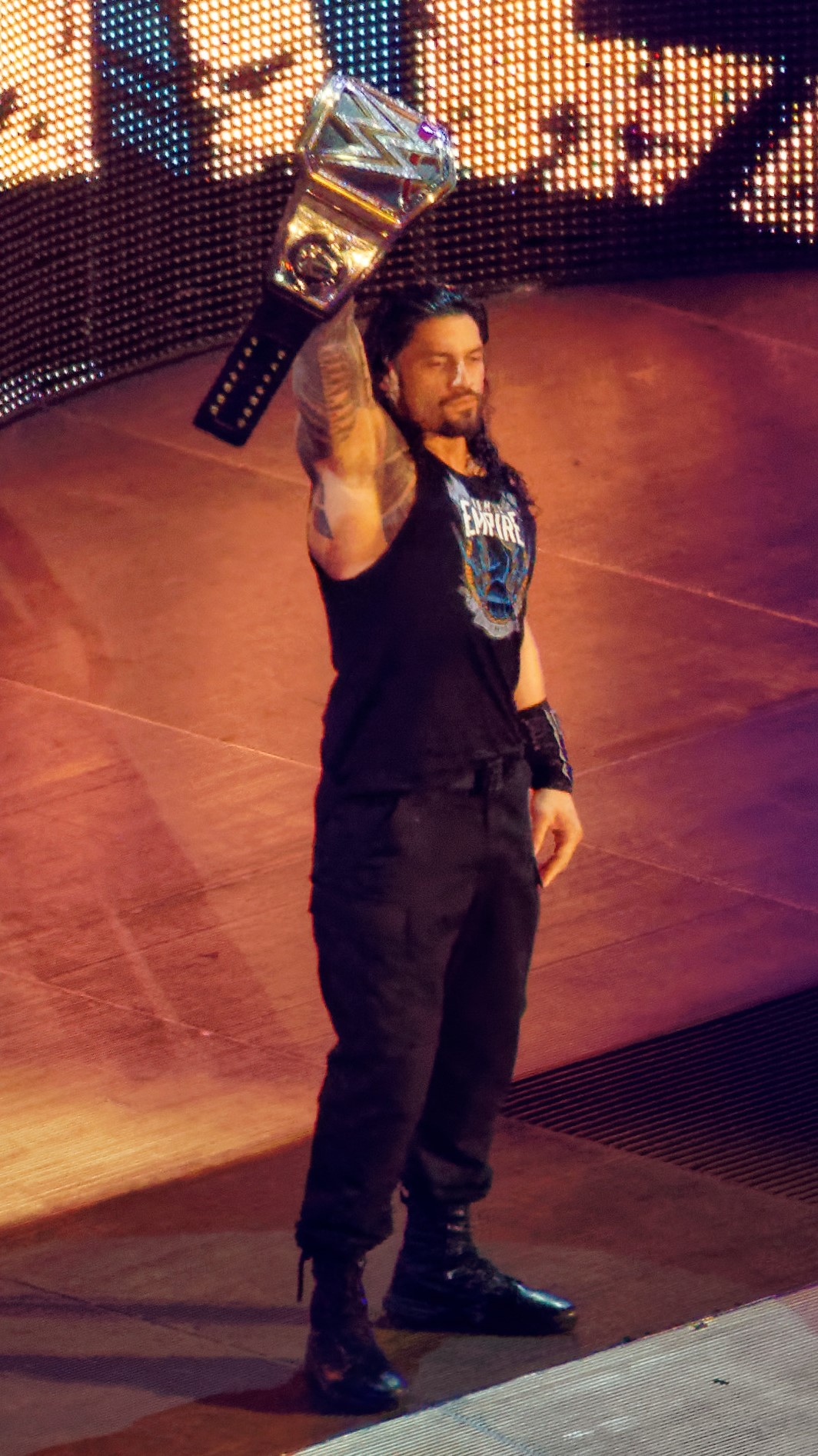
Reigns met het WWE Championship in 2016

Reigns versloeg Triple H bij het evenement WrestleMania 32 en werd voor de 3de keer WWE World Heavyweight Champion.
Reigns moest de titel verdedigen tegen A.J. Styles bij het evenement Payback en won deze wedstrijd. Daarna verdedigde hij opnieuw de titel met succes tegen A.J. Styles bij het evenement Exreme Rules, maar na de wedstrijd werd Reigns aangevallen door Seth Rollins die terugkeerde uit blessure.
Tijdens de volgende afleveringen van Monday Night Raw en Thursday Night SmackDown! bleven Reigns en Rollins elkaar provoceren, dus besliste Reigns het op te nemen tegen Rollins bij het evenement Money in the Bank met het WWE World Heavyweight Championship als inzet. Reigns moest de titel doorgeven aan Rollins, maar zijn andere voormalig teamgenoot van The Shield, Dean Ambrose, diende zijn Money in the Bank-koffer in en veroverde de titel na 9 seconden van Rollins. Op deze wijze maakte Reigns voor de 3e keer rechtstreeks een "Money in the Bank cash-in" mee. Ambrose besliste het op te nemen tegen Reigns en Rollins bij het evenement Battleground voor het WWE Championship. Reigns verloor, net als Rollins. Niet veel later werd Reigns (non-fictief) 30 dagen geschorst.
Bij het evenement SummerSlam zou Reigns het opnemen tegen Rusev voor het WWE United States Championship, maar dit ging niet door omdat de twee elkaar aanvielen voor de wedstrijd. Reigns versloeg Rusev tijdens een aflevering van Raw op 22 augustus 2016. Een week later nam Reigns het op tegen Seth Rollins, Kevin Owens en Big Cass voor het vacant gestelde WWE Universal Championship, maar verloor omdat Triple H plots kwam opduiken en ervoor zorgde dat Rollins hem kon elimineren.
Reigns versloeg Rusev bij het evenement Clash of Champions en veroverde het WWE United States Championship. Reigns verdedigde met succes de titel tegen Rusev bij het evenement Hell in a Cell in een gelijknamige wedstrijd. Reigns won in februari 2017 van Braun Strowman, die nog nooit werd verslagen sinds zijn debuut in WWE. Daarna daagde The Undertaker hem uit voor een confrontatie bij WrestleMania 33. Reigns versloeg The Undertaker.

#### Leukemie en terugkeer (2018-2019)
Joe Anoa'i stopte op 22 oktober 2018 voor onbepaalde tijd met worstelen nadat bij hem opnieuw leukemie werd vastgesteld. Reigns was op dat ogenblik WWE Universal Champion, een titel die hij veroverde van Brock Lesnar bij het evenement SummerSlam in augustus 2018. In september 2018 verdedigde Reigns het kampioenschap nog met succes tegen Braun Strowman bij het evenement Hell in a Cell in een gelijknamige wedstrijd, met dank aan Brock Lesnar. Hierdoor mislukte Strowmans "cash-in" van de Money in the Bank-koffer. Op 25 februari 2019 maakte Reigns zijn rentree tijdens een aflevering van Monday Night Raw en vertelde dat zijn ziekte onder controle was en hij weer kon worstelen. Reigns versloeg in april Drew McIntyre bij WrestleMania 35.

## In het worstelen
- Finishers
  - Superman punch
  - Spear
- Kenmerkende bewegingen
  - Leaping clothesline
  - Running dropkick
  - Samoan drop
  - Moment of Silence
  - Checkmate (Als Leakee)
  - Triple Powerbomb (samen met Dean Ambrose en Seth Rollins)
  - Sit-out powerpomb

## Persoonlijk leven
Anoa'i is een telg uit een worstelfamilie. Hij is de zoon van Sika (bekend van Wild Samoans) en de broer van Matt Anoa'i. Beiden zijn of waren professioneel worstelaars. Hij is een neef van The Rock en van de tweeling Jonathan Fatu en Joshua Fatu, beter bekend als The Usos. Hun vader Rikishi is de oom van Anoa'i.

## Prestaties
- ESPY Award

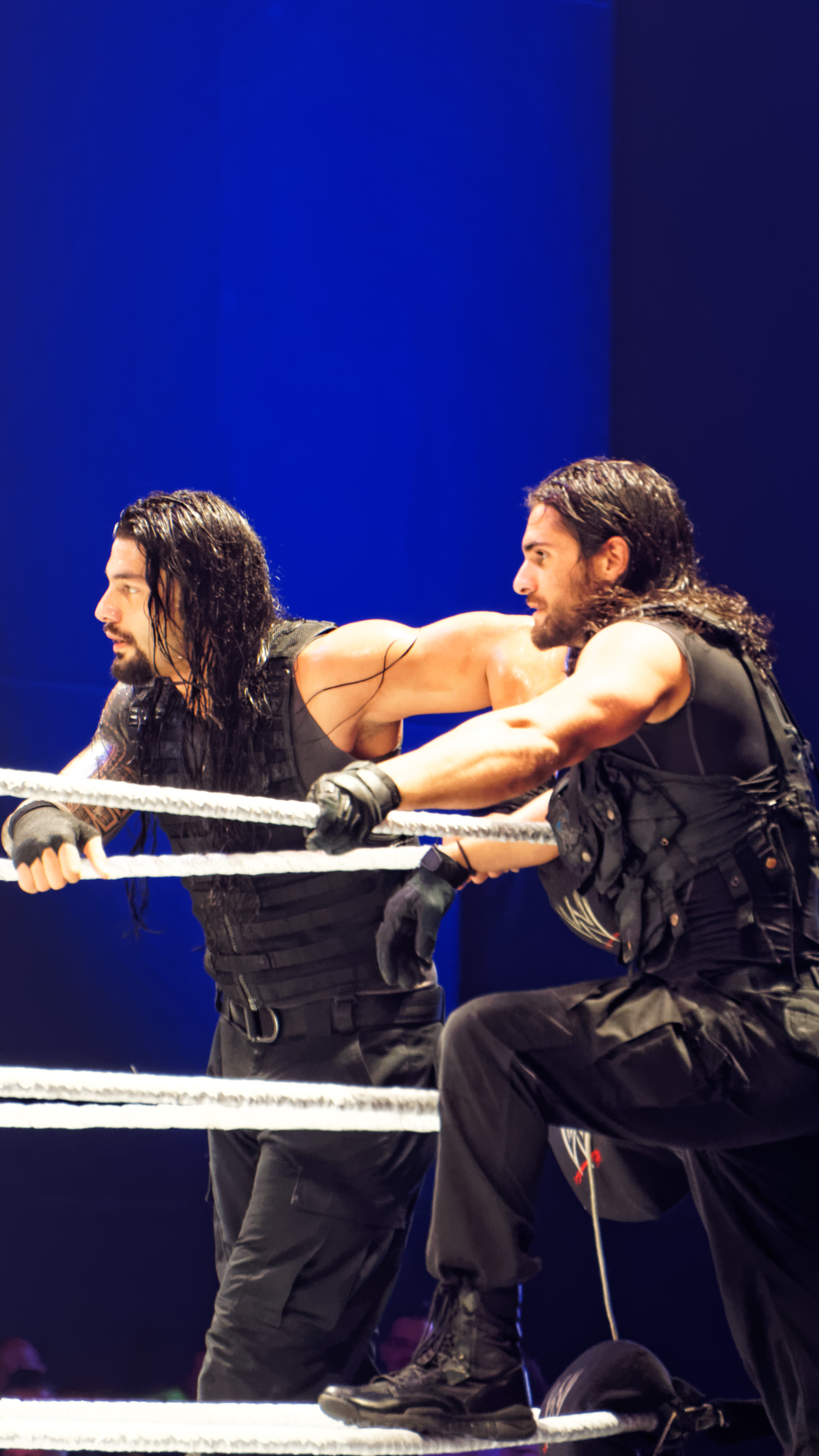
Roman Reigns won met Seth Rollins één keer het WWE Tag Team Championship als lid van The Shield

  - Best WWE Moment (2019) - Return after battle with leukemia
- Florida Championship Wrestling
  - FCW Florida Tag Team Championship (1 keer; met Mike Dalton)
- Pro Wrestling Illustrated
  - Comeback of the Year (2019)
  - Inspirational Wrestler of the Year (2018, 2019)
  - Most Hated Wrestler of the Year (2016)
  - Most Improved Wrestler of the Year (2015)
  - Tag Team of the Year (2013) - met Seth Rollins
  - Gerangschikt op nummer 1 van de top 500 singles worstelaars in de PWI 500 in 2016
- Wrestler Observer Newsletter
  - Most Improved (2013)
  - Most Overrated (2016)
  - Tag Team of the Year (2013) - met Seth Rollins
- WWE
  - WWE Championship (3 keer)
  - WWE Universal Championship (2 keer, huidig)
  - WWE Intercontinental Championship (1 keer)
  - WWE United States Championship (1 keer)
  - WWE Tag Team Championship (1 keer; met Seth Rollins)
  - 28ste Triple Crown Champion
  - 9e Grand Slam Champion (17 in het algemeen)
  - Royal Rumble (2015)
  - WWE World Heavyweight Championship Toernooi (2015)
  - Slammy Awards (6 keer)
    - Superstar of the Year (2014)
    - Breakout Stars of the Year (2013) - met The Shield
    - Extreme Moment of the Year (2015)
    - Faction of the Year (2013, 2014) - met Dean Ambrose en Seth Rollins als The Shield
    - Trending Now (Hashtag) of the Year (2013) #BelieveInTheShield met Dean Ambrose en Seth Rollins als The Shield
    - "What a Maneuver" of the Year (2013) – Spear

  - WWE Year-End Award
    - Best Reunion (2018) - met Dean Ambrose en Seth Rollins als The Shield
    - Hottest Rivarly (2018) - tegen Brock Lesnar